# Svetlograd
Svetlograd (en ruso: Светлогра́д, tr.: Svetlograd) es una ciudad rusa de unos 35.500 habitantes situada en el krai de Stávropol.

## Historia
Svetlograd fue fundada en el año 1750 como un pueblo con el nombre de Petróvskoye (Петро́вское). En 1965, se le concedió el estatus de ciudad y fue renombrada como Svetlograd.

## Población
| 1959   | 1970   | 1979   | 1989   | 2000   | 2002   | 2007   |
| ------ | ------ | ------ | ------ | ------ | ------ | ------ |
| 24 300 | 30 900 | 33 600 | 37 200 | 40 400 | 39 370 | 39 400 |

La población está formada por 93,7% de rusos, 1,5% de armenios, 1% de ucranianos y un 0,86% de gitanos.

## Economía
La región de Svetlograd está dominada por la agricultura y la ciudad solamente cuenta con unas pocas compañías industriales en el sector de la alimentación, textil y de materiales de construcción. La ciudad cuenta con una estación en la línea de tren Stávropol – Budiónnovsk y hay un enlace ferroviario directo de Svetlograd a Elistá.
Bajo la advocación de Nuestra Señora de La Asunción. El edificio data del s. XVIII, aunque cuenta con elementos anteriores. Está construida en mampostería con refuerzos de sillería en esquinas y soportales. Se completa con una torre exenta, obra medieval, de aires defensivos. Se remata con un cuerpo moderno albergando un reloj. A sus pies, un pilón que sirvió de abrevadero de caballerías.